# GWR 56 Class
GWR 56 Class — тип тендерных паровозов с осевой формулой 1-2-0 европейской колеи Большой западной железной дороги, спроектированных Джозефом Армстронгом и построенных на заводе дороги в Суиндоне в 1871—1872 годах.

## История
Всего было построено 11 паровозов: прототип № 56, построенный в 1871 году, и остальные, построенные в следующем году и получившие номера 717—726 (заказы 27 и 29 соответственно). Паровозы быль крупнее 439 class и 481 class, котлы на них были от товарных паровозов Армстронга. Диаметр ведущих колёс был 6 ф. 0 д. (1,829 м).
Аронс утверждает, что №№ 56, 717, 719, 720 и 724 первые 20 лет провели в Уэймуте, а сотальные ещё дольше находились в депо станции Бордсли и водили поезда к Честеру и Херефорду. Все паровозы этого типа превысили пробег в миллион миль, списаны были между 1903 и 1919 годами.

### Происшествия
12 ноября 1894 года паровоз № 720 с поездом к трансатлантическим лайнерам сошёл в Дорсете близ Етминстера из-за повреждения пути наводнением.